# Constel·lació del Telescopi
El Telescopi (Telescopium) és una petita constel·lació que identificà —i a la qual donà nom— Nicolas-Louis de Lacaille, astrònom francès del segle xviii, un estudiós dels cels de l'hemisferi sud. Aquesta constel·lació fou creada per Nicolas-Louis de Lacaille el 1752 per designar una part del cel sense denominació. Com moltes altres constel·lacions creades per Lacaille, porta el nom d'un aparell científic.

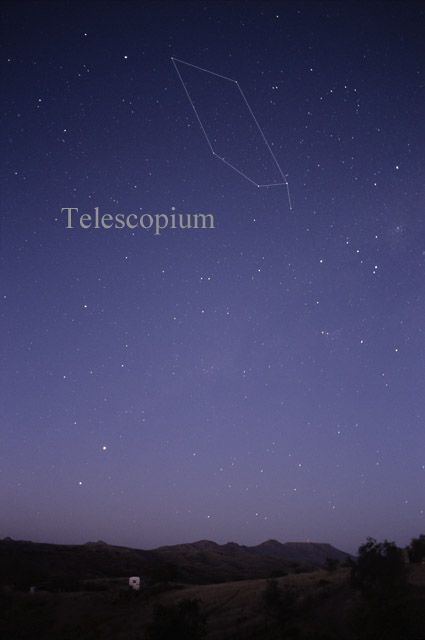
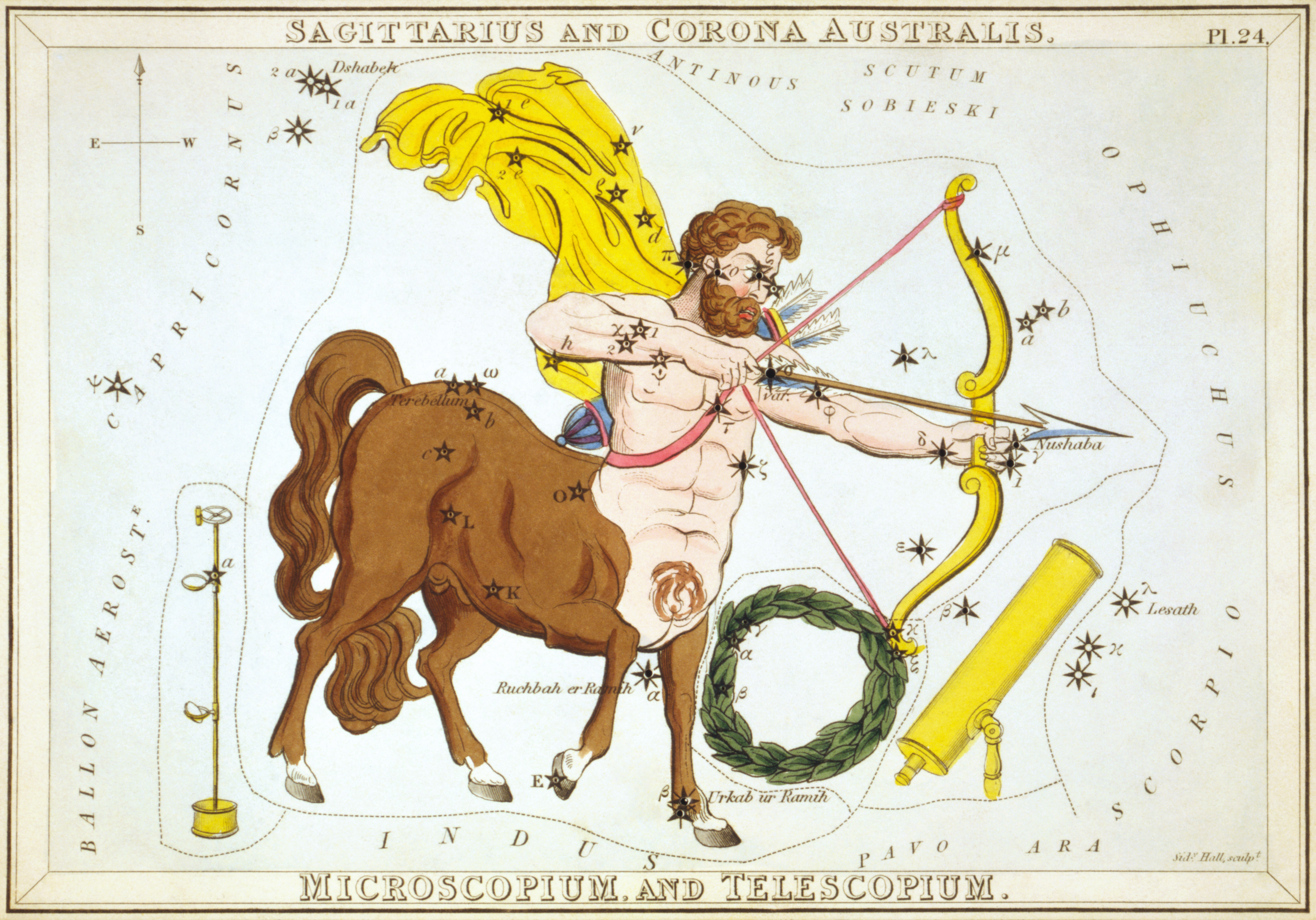

## Estrelles principals

### α Telescopii
α Telescopii, l'estrella més brillant de la constel·lació amb una magnitud aparent de 3,49. Es tracta d'una sub-gegant, devers 6 vegades més massiva que el Sol. 200 vegades més brillant, i distant del nostre sistema solar un poc menys de 250 anys llum.

### Altres estrelles
δ Telescopii agrupa una parella d'estrelles que es pot distingir a l'ull nu. Es tracta d'una coincidència, car si δ ¹ Tel (la més brillant amb una magnitud de 4,92) està situada a devers 800 anys llum, δ ² Tel (de la magnitud 5,07) es troba almenys a 1.100 anys llum. Ambdues són per elles mateixes estrelles dobles.

### Taula de les estrelles de Telescopium
| α Tel   | 3,49                        | -0,93           | 249                    | B3IV               |                       |                          |         |          |                 |                |                 |                  |                      |                 | |             |             |               |      |       |     |        |
| ζ Tel   | 4,10                        | 1,14            | 127                    | G8/K0III           |                       |                          |         |          |                 |                |                 |                  |                      |                 | |             |             |               |      |       |     |        |
| ε Tel   | 4,52                        | -0,97           | 409                    | G5III              |                       |                          |         |          |                 |                |                 |                  |                      |                 | |             |             |               |      |       |     |        |
| λ Tel   | 4,85                        | -1,21           | 531                    | A0V                |                       |                          |         |          |                 |                |                 |                  |                      |                 | |             |             |               |      |       |     |        |
| ι Tel   | 4,88                        | -0,55           | 398                    | G9III              |                       |                          |         |          |                 |                |                 |                  |                      |                 | |             |             |               |      |       |     |        |
| δ¹ Tel  | 4,92                        | -2,02           | 796                    | B6IV               |                       |                          |         |          |                 |                |                 |                  |                      |                 | |             |             |               |      |       |     |        |
| χ Tel   | 4,93                        | -3              | 1255                   | M1II               |                       |                          |         |          |                 |                |                 |                  |                      |                 | |             |             |               |      |       |     |        |
| η Tel   | 5,03                        | 1,64            | 155                    | A0Vn               |                       |                          |         |          |                 |                |                 |                  |                      |                 | |             |             |               |      |       |     |        |
| δ² Tel  | 5,07                        | -2,6            | 1117                   | B3III              |                       |                          |         |          |                 |                |                 |                  |                      |                 | |             |             |               |      |       |     |        |
| ρ Tel   | 5,17                        | 1,57            | 171                    | F7V                |                       |                          |         |          |                 |                |                 |                  |                      |                 | |             |             |               |      |       |     |        |
| κ Tel   | 5,18                        | 0,41            | 293                    | G8/K0III           |                       |                          |         |          |                 |                |                 |                  |                      |                 | |             |             |               |      |       |     |        |
| ν Tel   | 5,33                        | 1,75            | 170                    | A9Vn               |                       |                          |         |          |                 |                |                 |                  |                      |                 | |             |             |               |      |       |     |        |
| HR 6819 | aligInfotaula Constel·lació | nom = Telescopi | nomllatí = Telescopium | abbreviation = Tel | genitive = Telescopii | symbology = el Telescopi | RA = 19 | dec= −50 | areatotal = 252 | arearank = 57a | numberstars = 0 | starname = α Tel | starmagnitude = 3,49 | meteorshowers = | bordering = - Ara - Corona Australis - Indus - Microscopium (corner) - Pavo - Constel·lació del Sagitari | latmax = 40 | latmin = 90 | month = Agost | 5,36 | -1,43 | 743 | B3IIpe |
| HR 7289 | 5,38                        | -0,69           | 534                    | K3III              |                       |                          |         |          |                 |                |                 |                  |                      |                 | |             |             |               |      |       |     |        |
| HR 6894 | 5,44                        | -0,61           | 530                    | K0/K1III+...       |                       |                          |         |          |                 |                |                 |                  |                      |                 | |             |             |               |      |       |     |        |

## Objectes celestes
A la constel·lació de Telescopium s'hi pot trobar una nebulosa planetària, IC 4699, un cúmul globular, NGC 6584, i moltes galàxies, NGC 6725, NGC 6761, NGC 6754 i NGC 6851.